# Charlie Kimball

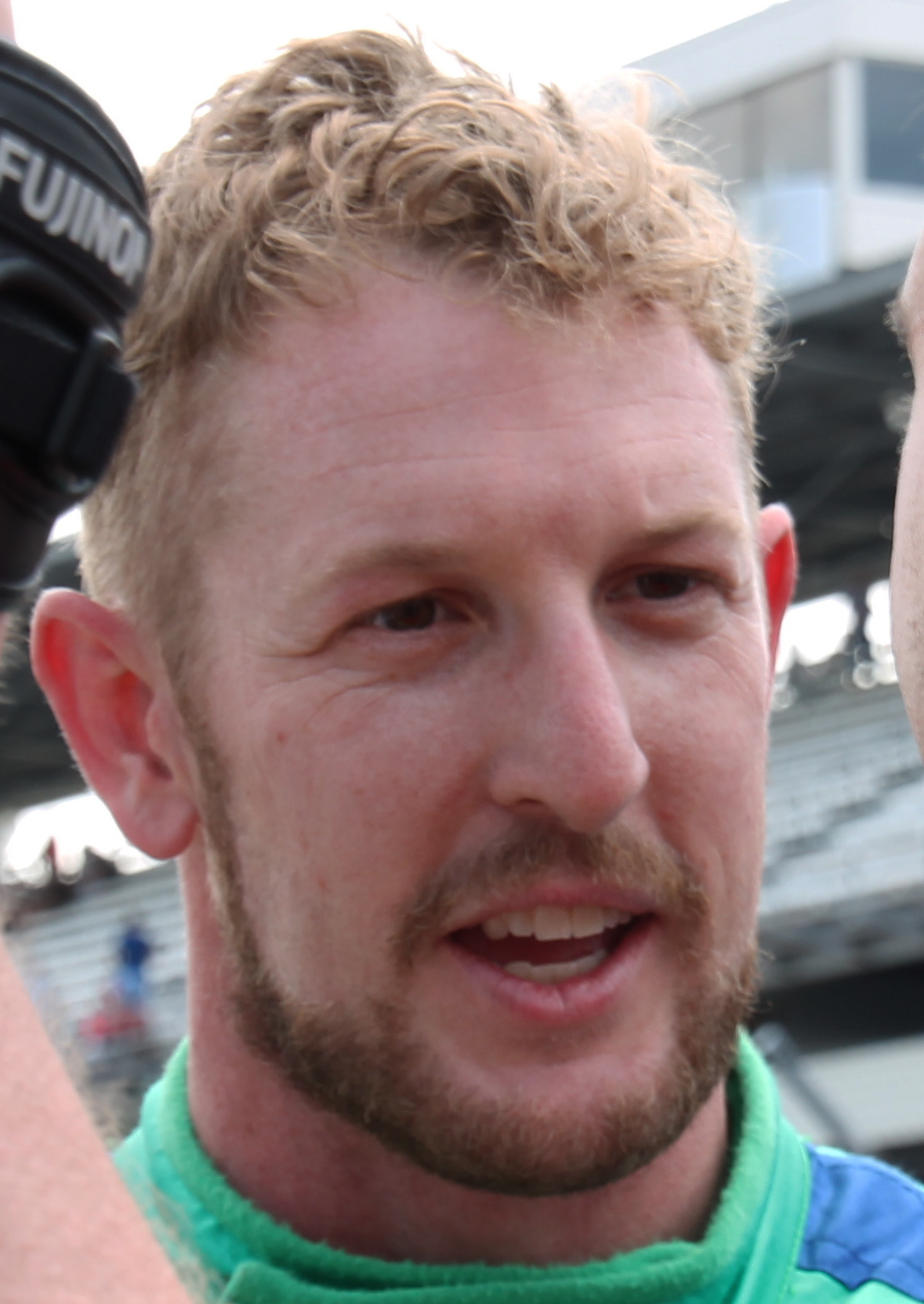
Charlie Kimball (2015)

Charlie Kimball (* 20. Februar 1985 in Chertsey, Vereinigtes Königreich) ist ein US-amerikanischer Automobilrennfahrer. Er trat von 2011 bis 2016 für Chip Ganassi Racing in der IndyCar Series an und ist weiterhin für verschiedene Teams in der Serie aktiv.

## Karriere
Kimball begann seine Motorsportkarriere 1997 im Kartsport, den er bis 2001 ausübte. 2002 machte er in der US-amerikanischen Formel Dodge seine ersten Erfahrungen im Formelsport und nahm 2003 an der U.S. F2000 National Championship, in der den dritten Gesamtrang belegte, teil. Nachdem er im Winter Dritter der britischen Formel-Ford-Wintermeisterschaft geworden war, ging Kimball 2004 in der britischen Formel Ford an den Start und belegte mit zwei Siegen Platz vier im Gesamtklassement. Außerdem nahm er an zwei Rennen der neuseeländischen Formel Ford teil und wurde dort 18.
2005 wechselte Kimball in die britische Formel-3-Meisterschaft zu Carlin Motorsport. Mit fünf Siegen und insgesamt 13 Podest-Platzierungen gewann er hinter Álvaro Parente den Vizemeistertitel dieser Serie. 2006 wechselte Kimball zu Signature-Plus in die Formel-3-Euroserie. Es gelang ihm in der neuen Serie nicht, an die Erfolge aus der vorherigen Saison anzuknüpfen, und er belegte mit einem Sieg als bestes Ergebnis den elften Gesamtrang. Damit war er besser als der spätere Meister der Euroserie Romain Grosjean, der in der Saison 2006 einer von Kimballs Teamkollegen war. 

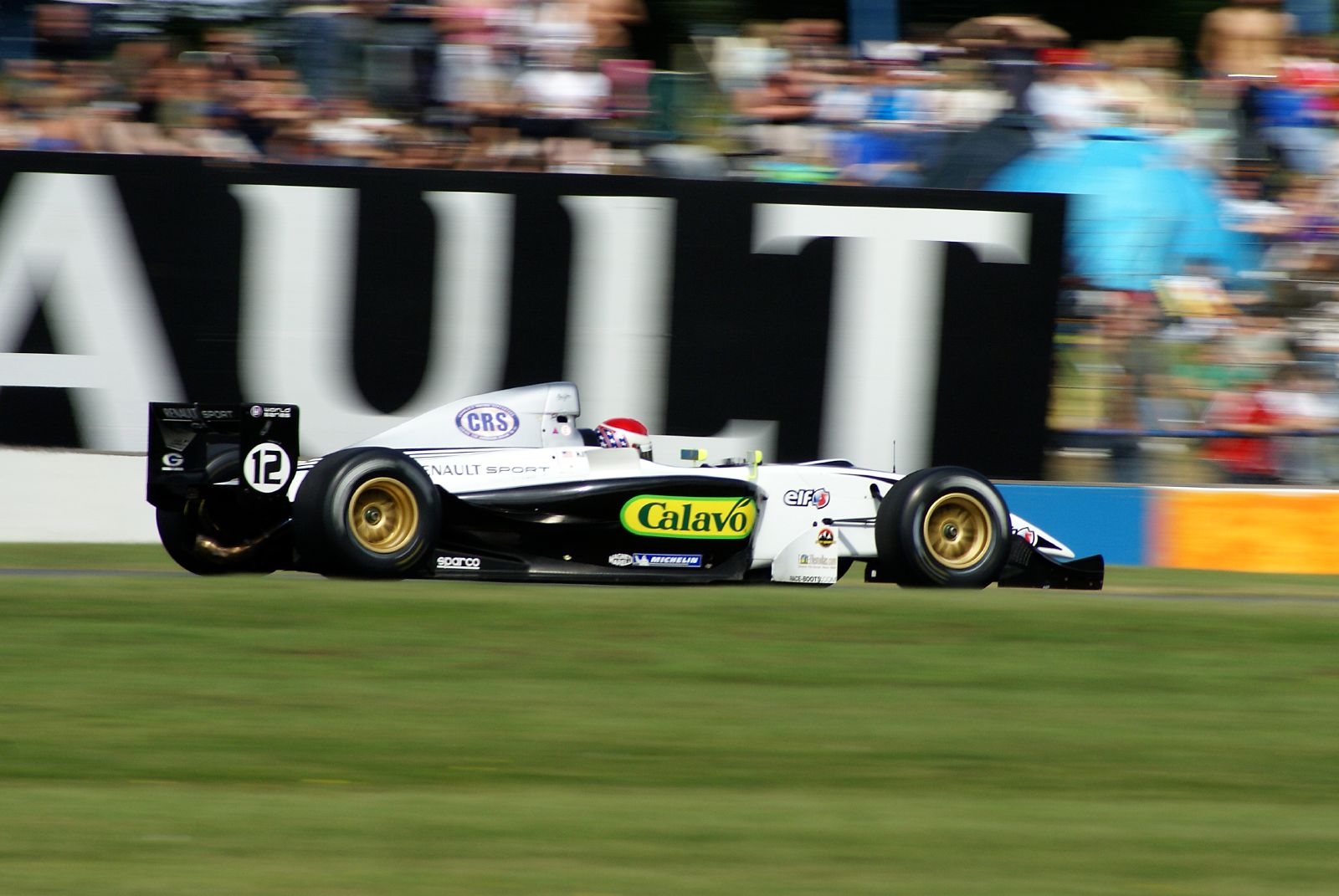
Kimball in Donington Park in der Formel Renault 3.5 2007.

2007 ging Kimball für Victory Engineering in der Formel Renault 3.5 an den Start. Nach sieben Rennwochenenden musste er die Saison aus gesundheitlichen Gründen beenden, da bei ihm Diabetes Typ 1 festgestellt worden war. Am Saisonende belegte er den 24. Gesamtrang. 2008 kehrte Kimball in die Formel-3-Euroserie zurück. Für das Prema Powerteam startend gelang ihm mit einem zweiten Platz im ersten Rennen ein guter Start in die neue Saison. Dennoch wurde er nach drei Rennwochenenden durch Stefano Coletti ersetzt, da er sein Renncockpit nicht mehr bezahlen konnte. Am Ende des Jahres nahm er an einem Rennwochenende der A1GP-Saison 2008/2009 für das US-amerikanische Team teil.
2009 kehrte Kimball in die Vereinigten Staaten zurück und startete für das Team PBIR in der Indy Lights. Mit einem vierten Platz als bestes Resultat belegte er am Saisonende den zehnten Gesamtrang. 2010 wechselte Kimball zum Team AFS Racing/Andretti Autosport, das in der Vorsaison mit J. R. Hildebrand den Fahrertitel gewonnen hatte. Mit vier zweiten Plätzen als beste Resultate belegte er als bester US-amerikanischer Pilot am Saisonende den vierten Platz in der Gesamtwertung.

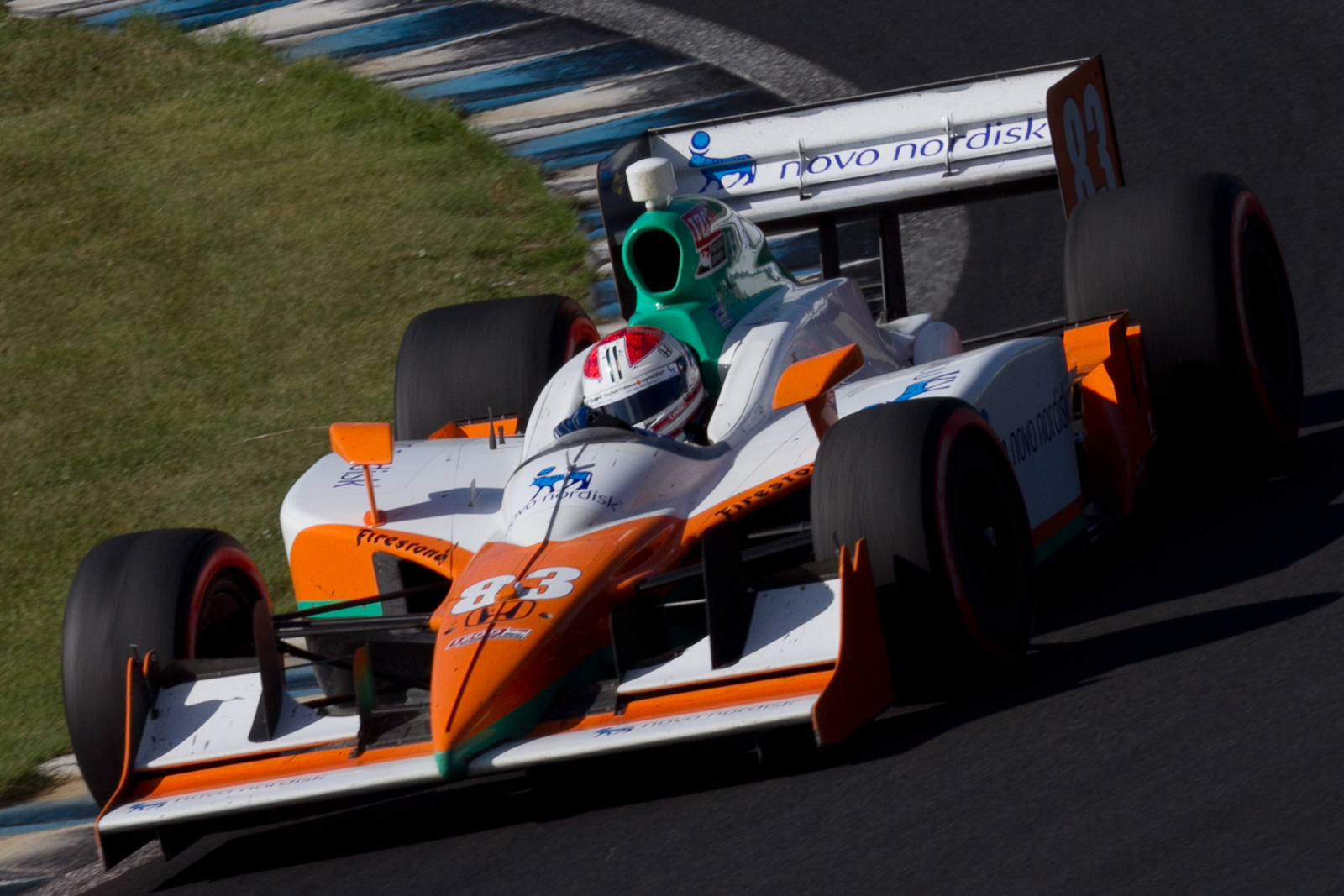
Kimball beim japanischen IndyCar-Rennen in Motegi 2011

2011 wechselte Kimball zu Chip Ganassi Racing und absolvierte seine erste Saison in der IndyCar Series. Er trat für ein Satellitenteam des Rennstalls an. Während seine Teamkollegen Podest-Platzierungen erzielten und Dario Franchitti darüber hinaus die Meisterschaft gewann, schloss Kimball die Saison mit einem neunten Platz als bestes Ergebnis auf dem 19. Gesamtrang ab. 2012 ging Kimball erneut für Chip Ganassi Racing in der IndyCar Series an den Start. Seine erste IndyCar-Podest-Platzierung erzielte Kimball beim Honda Indy Toronto mit einem zweiten Platz. Beim Honda Indy 200 at Mid-Ohio pausierte Kimball verletzungsbedingt, nachdem er bei Testfahrten auf der Strecke eine Woche zuvor eine Handverletzung erlitten hatte. Die Saison beendete er als schlechtester Ganassi-Pilot auf dem 19. Platz. 2013 blieb Kimball bei Ganassi in der IndyCar Series. Beim zweiten Rennen in Birmingham führte Kimball das Rennen zwischenzeitlich an und beendete es auf dem vierten Platz. Nach drei weiteren Top-10-Platzierungen in den nächsten acht Rennen wurde Kimball in Long Pond hinter seinem Teamkollegen Scott Dixon Zweiter. Drei Rennen später erzielte er beim Honda Indy 200 at Mid-Ohio seinen ersten IndyCar-Sieg. Er wurde damit zum ersten Diabetiker, der ein IndyCar-Rennen gewonnen hat. Er verbesserte sich in der Gesamtwertung auf den neunten Gesamtrang, während Dixon die Meisterschaft gewann. Darüber hinaus nahm Kimball für seinen Rennstall am 24-Stunden-Rennen von Daytona in der Rolex Sports Car Series teil. Er startete in einem Riley-BMW und gewann das Rennen zusammen mit seinen Teamkollegen Juan Pablo Montoya, Scott Pruett und Memo Rojas.
2014 bestritt Kimball seine vierte IndyCar-Saison für Chip Ganassi Racing. Ein dritter Platz in Detroit war seine einzige Podest-Platzierung. Kimball unterlag intern seinen drei Teamkollegen und schloss die Saison auf dem 14. Platz in der Meisterschaft ab. 2015 ging Kimball erneut für Ganassi in der IndyCar Series an den Start. Während sein Teamkollege Dixon den Meistertitel gewann, verbesserte sich Kimball auf den zwölften Gesamtrang. Zwei dritte Plätze beim Indianapolis 500 und in Sonoma waren seine besten Ergebnisse. Außerdem nahm er an einem Rennen der United SportsCar Championship (USCC) teil. 2016 blieb Kimball bei Ganassi in der IndyCar Series. Zwei fünfte Plätze bei beiden Indianapolis-Rennen waren seine besten Resultate. Er schloss die Saison als drittbester Ganassi-Pilot auf dem neunten Platz im Gesamtklassement ab. 2018 verkleinerte Ganassi sein Team auf zwei Fahrzeuge. Kimball startete für Carlin, das mit zwei Wagen in der Serie debütierte. Er wurde 17. in der Meisterschaft. 2019 blieb er bei Carlin und fuhr ein Teilzeitprogramm. Er nahm an sieben der 17 Rennen teil. Zwei zehnte Plätze waren seine besten Ergebnisse. 2020 wechselte er zu A. J. Foyt Enterprises und bestritt wieder die komplette Saison. In der Meisterschaft wurde er 18. 2021 sollt er bei den zwei Indianapolisrennen im Mai starten. Für das Indianapolis 500 konnte er sich nicht qualifizieren. Zusätzlich startete er beim Saisonfinale in Long Beach, wo er als 18. das bessere seiner zwei Ergebnisse einfuhr.

## Persönliches
Kimball ist seit 2014 mit Kathleen Thompson verheiratet. Die Trauzeremonie der beiden führte Kimballs Rennfahrerkollege James Hinchcliffe durch.

## Sonstiges
Durch seine Diabetes-Erkrankung braucht Kimball eine spezielle Behandlung. In seinem Körper ist ein Blutzucker-Sensor implantiert, der die dazugehörigen Informationen sowohl auf ein Display im Fahrzeug wie auch an das Team überträgt. Zur Stabilisierung des Blutzuckers bekommt Kimball bei den Boxenstopps eine Insulin-Injektion. Der Insulin-Lieferant, Novo Nordisk, ist darüber hinaus Kimballs persönlicher Sponsor und war sowohl bei den Indy Lights wie auch in der IndyCar Series Hauptsponsor des Autos.

## Statistik

### Karrierestationen
| - 1997–2001: Kartsport - 2002: US-amerikanische Formel Dodge (Platz 10) - 2003: U.S. F2000 National Championship (Platz 3) - 2003: Britische Formel Ford, Winterserie (Platz 3) - 2004: Neuseeländische Formel Ford (Platz 18) - 2004: Britische Formel Ford (Platz 4) - 2005: Britische Formel 3 (Platz 2) - 2006: Formel-3-Euroserie (Platz 11) - 2007: Formel Renault 3.5 (Platz 24) | - 2008: Formel-3-Euroserie (Platz 17) - 2009: A1GP - 2009: Indy Lights (Platz 10) - 2010: Indy Lights (Platz 4) - 2011: IndyCar Series (Platz 19) - 2012: IndyCar Series (Platz 19) - 2013: IndyCar Series (Platz 9) - 2013: Rolex Sports Car Series, DP (Platz 31) - 2014: IndyCar Series (Platz 14) | - 2015: IndyCar Series (Platz 12) - 2015: USCC, Prototype (Platz 26) - 2016: IndyCar Series (Platz 9) - 2017: IndyCar Series (Platz 17) - 2018: IndyCar Series (Platz 17) - 2019: IndyCar Series (Platz 25) - 2020: IndyCar Series (Platz 18) - 2021: IndyCar Series (Platz 36) |

### Einzelergebnisse in der IndyCar Series
| Jahr | Team                                                       | 1   | 2   | 3   | 4   | 5    | 6     | 7    | 8   | 9   | 10  | 11  | 12  | 13  | 14  | 15  | 16  | 17  | 18  | 19  | Punkte | Rang |
| ---- | ---------------------------------------------------------- | --- | --- | --- | --- | ---- | ----- | ---- | --- | --- | --- | --- | --- | --- | --- | --- | --- | --- | --- | --- | ------ | ---- |
| 2011 | Novo Nordisk Chip Ganassi Racing                           | STP | ALA | LBH | SAO | INDY | TXS   | TXS  | MIL | IOW | TOR | EDM | MDO | NHA | SNM | BAL | MOT | KTY | LSV |     | 233    | 19.  |
| 2011 | Novo Nordisk Chip Ganassi Racing                           | 22  | 10  | 24  | 16  | 1329 | 30    | 23   | 14  | 22  | 21  | 19  | 11  | 9   | 26  | 21  | 23  | 13  | C   |     | 233    | 19.  |
| 2012 | Novo Nordisk Chip Ganassi Racing                           | STP | ALA | LBH | SAO | INDY | DET   | TXS  | MIL | IOW | TOR | EDM | MDO | SNM | BAL | FON |     |     |     |     | 260    | 19.  |
| 2012 | Novo Nordisk Chip Ganassi Racing                           | 9   | 25  | 18  | 8   | 814  | 8     | 23   | 17  | 11  | 2   | 19  | INJ | 21  | 18  | 10  |     |     |     |     | 260    | 19.  |
| 2013 | Novo Nordisk Chip Ganassi Racing                           | STP | ALA | LBH | SAO | INDY | DET   | DET  | TXS | MIL | IOW | POC | TOR | TOR | MDO | SNM | BAL | HOU | HOU | FON | 427    | 9.   |
| 2013 | Novo Nordisk Chip Ganassi Racing                           | 12  | 4°  | 21  | 10  | 919  | 14    | 7°   | 17  | 17  | 12  | 2°  | 21° | 6   | 1*  | 20  | 6   | 11  | 8   | 10° | 427    | 9.   |
| 2014 | Chip Ganassi Racing Teams Novo Nordisk Chip Ganassi Racing | STP | LBH | ALA | IMS | INDY | DET   | DET  | TXS | HOU | HOU | POC | IOW | TOR | TOR | MDO | MIL | SNM | FON |     | 402    | 14.  |
| 2014 | Chip Ganassi Racing Teams Novo Nordisk Chip Ganassi Racing | 20  | 23  | 10  | 5   | 3119 | 9     | 3    | 10  | 18  | 4   | 17  | 10  | 7   | 4   | 7   | 16  | 21  | 12  |     | 402    | 14.  |
| 2015 | Chip Ganassi Racing Teams                                  | STP | NOL | LBH | ALA | IMS  | INDY  | DET  | DET | TXS | TOR | FON | MIL | IOW | MDO | POC | SNM |     |     |     | 372    | 12.  |
| 2015 | Chip Ganassi Racing Teams                                  | 21  | 14  | 15  | 12  | 5°   | 3°    | 22   | 11  | 7°  | 20  | 8   | 12  | 22° | 23  | 12° | 3°  |     |     |     | 372    | 12.  |
| 2016 | Chip Ganassi Racing Teams                                  | STP | PHO | LBH | ALA | IMS  | INDY  | DET  | DET | ROA | IOW | TOR | MDO | POC | TXS | WGL | SNM |     |     |     | 433    | 9.   |
| 2016 | Chip Ganassi Racing Teams                                  | 10  | 12  | 11° | 9   | 5°   | 516   | 8    | 16  | 6   | 10  | 11  | 8   | 15  | 6   | 6   | 9   |     |     |     | 433    | 9.   |
| 2017 | Chip Ganassi Racing Teams                                  | STP | LBH | ALA | PHO | IMS  | INDY  | DET  | DET | TXS | ROA | IOW | TOR | MDO | POC | STL | WGL | SNM |     |     | 327    | 17.  |
| 2017 | Chip Ganassi Racing Teams                                  | 18  | 21  | 15° | 8   | 21   | 25°16 | 21   | 8   | 21° | 6°  | 15° | 12  | 13  | 16  | 7   | 7   | 11  |     |     | 327    | 17.  |
| 2018 | Carlin                                                     | STP | PHO | LBH | ALA | IMS  | INDY  | DET  | DET | TXS | ROA | IOW | TOR | MDO | POC | STL | POR | SNM |     |     | 287    | 17.  |
| 2018 | Carlin                                                     | 20  | 17  | 10  | 23  | 20   | 1815  | 19   | 8   | 10  | 18  | 14  | 5°  | 16  | 9   | 19  | 7   | 22  |     |     | 287    | 17.  |
| 2019 | Carlin                                                     | STP | COA | ALA | LBH | IMS  | INDY  | DET  | DET | TXS | ROA | TOR | IOW | MDO | POC | STL | POR | LAG |     |     | 117    | 25.  |
| 2019 | Carlin                                                     | 17  |     |     |     |      | 2520  |      |     | 21  |     |     |     |     | 10  | 15  | 10  | 15  |     |     | 117    | 25.  |
| 2020 | A. J. Foyt Enterprises                                     | TXS | IMS | ROA | ROA | IOW  | IOW   | INDY | STL | STL | MDO | MDO | IMS | IMS | STP |     |     |     |     |     | 218    | 18.  |
| 2020 | A. J. Foyt Enterprises                                     | 11  | 18  | 11  | 10  | 17   | 16    | 1829 | 13  | 18  | 21  | 19  | 13  | 23  | 8   |     |     |     |     |     | 218    | 18.  |
| 2021 | A. J. Foyt Enterprises                                     | ALA | STP | TXS | TXS | IMS  | INDY  | DET  | DET | ROA | MDO | NSH | IMS | STL | POR | LAG | LBH |     |     |     | 20     | 36.  |
| 2021 | A. J. Foyt Enterprises                                     |     |     |     |     | 22   | DNQ   |      |     |     |     |     |     |     |     |     | 18  |     |     |     | 20     | 36.  |